# Barra do Choça
Barra do Choça es un municipio brasileño del estado de Bahía. Situado a 27 km de Vitória da Conquista y a la 500 km de Salvador, a unos 900 metros de altitud. Su población estimada en 2008 era de 72.419 habitantes, de acuerdo con datos del IBGE Instituto Brasileño de Geografía y Estadística.
Su área es de 781,3 km².
El municipio fue creado con territorio separado de Vitória da Conquista, por la ley estatal n.º 1.694, del 22 de junio de 1962 e instalado el 7 de abril de 1963.